# Războiul din Coreea
Războiul coreean (coreeană 한국 전쟁, 6.25 전쟁) este catalogat de unii specialiști ca făcând parte din Războiul Rece și se referă la conflictul militar dintre Republica Populară Democrată Coreeană și Republica Coreea (25 iunie 1950 - 27 iulie 1953), care a antrenat și alte state (SUA, R.P. Chineză). Acesta a fost urmat de un alt conflict dur, însă mai puțin cunoscut publicului larg – Al doilea război coreean (sau Conflictul coreean de la zona demilitarizată), 1966-1969. 

## Introducere
Războiul din Coreea a debutat în ziua de 25 iunie 1950. Pe 27 iulie 1953 s-a semnat un armistițiu.
Războiul Coreei a fost un conflict militar între Republica Coreea (cunoscută cu precădere drept Coreea de Sud) și Republica Populară Democrată Coreeană (respectiv Coreea de Nord). Coreea de Sud a avut drept aliați Națiunile Unite, iar Coreea de Nord a fost sprijinită de Republica Populară Chineză, cu ajutor militar din partea Uniunii Sovietice.
Războiul a început la data de 25 iunie 1950, iar finalul războiului a coincis cu semnarea unui armistițiu la data de 27 iulie 1953. Războiul a pornit din cauza delimitării fizice a Coreei printr-un acord al Aliaților victorioși în Războiul Pacificului. Peninsula Coreea a aparținut Japoniei din anul 1910 până la finele celui de-al Doilea Război Mondial. În 1945, în urma capitulării Japoniei, administrația americană a împărțit peninsula de-a lungul paralelei 38, trupele americane ocupând partea de sud, iar cele sovietice partea de nord. Un stat socialist, Republica Democrată Coreeană, a fost înființat în nord sub conducerea comunistă totalitară a lui Kim Il Sung, în timp ce un stat capitalist, Republica Coreea, a fost înființat în sud sub conducerea autocratică a lui Syngman Rhee. Ambele guverne ale celor două noi state coreene au pretins că sunt singurul guvern legitim al întregii Corei și niciunul nu a acceptat granița ca fiind permanentă. 
Insuccesul de a realiza alegeri libere pe teritoriul întregii peninsule, în 1948, a adâncit împărțirea celor două regiuni, iar Nordul a instaurat un guvern comunist. Paralela 38 a devenit, treptat, o barieră politică între cele două regiuni. Deși negocierile de unire au continuat în lunile de dinaintea războiului, tensiunile s-au intensificat, iar raidurile și încăierările la nivelul paralelei de 38 de grade latitudine nordică au continuat. Situația a luat amploare atunci când Coreea de Nord a invadat, la 25 iunie 1950, teritoriul Coreei de Sud
. Acest act este considerat ca fiind primul conflict armat important din Războiul Rece.
În anul 1950 Uniunea Sovietică a boicotat Consiliul de Securitate al ONU, în semn de protest față de reprezentarea Chinei de către Kuomintang, guvern al naționaliștilor chinezi refugiați în Taiwan după înfrângerea acestora din urmă în Războiul Civil Chinez. Uniunea Sovietică boicota ONU pentru recunoașterea Taiwanului (Republica Chinei) ca China, iar Republica Populară Chineză nu a fost recunoscută de ONU, așa că niciuna nu a putut sprijini aliatul lor Coreea de Nord la ședința Consiliului de Securitate. Douăzeci și una de țări ale Națiunilor Unite au contribuit în cele din urmă la forța ONU, Statele Unite furnizând aproximativ 90% din personalul militar. În absența unei voci disidente din Uniunea Sovietică, care ar fi putut să respingă prin veto hotărârea luată, Statele Unite și alte țări au adoptat o rezoluție a Consiliului de Securitate de autorizare a intervenției militare în Coreea.
Statele Unite ale Americii asigura 88% din cei 341.000 de soldați care au ajutat forțele internaționale din Coreea de Sud în respingerea invaziei, cu ajutorul militar a douăzeci de alte țări membre ale Organizației Națiunilor Unite (ONU). Suferind pierderi grele, în două luni, apărătorii au fost împinși înapoi, într-o zonă mică în partea de sud a Peninsulei Coreene, cunoscută sub numele de Perimetrul Pusan. O contraofensivă rapidă a ONU a împins, apoi, nord-coreenii dincolo de paralela 38 și aproape de râul Yalu, determinând Republica Populară Chineză să intre în război de partea Coreei de Nord. Chinezii au lansat, la rândul lor, o contraofensivă ce a determinat forțele Națiunilor Unite să se retragă în spatele paralelei 38. Uniunea Sovietică a sprijinit cu armament atât armata Republicii Populare Chineze, cât și pe cea a  Coreei de Nord. În 1953 războiul a încetat cu un armistițiu ce a restabilit granița între cele două state coreene aproape de paralela 38 și între cele două țări a creat o zonă demilitarizată fortificată, lată de 4 km. De atunci și până azi între cele două state nu s-a încheiat niciun acord de pace, ci este în vigoare armistițiul. Mici scântei din acest conflict încă se mai manifestă în această zonă.
Cu sprijin din partea unor puteri externe de ambele părți, Războiul Coreei a fost unul de proximitate. Dintr-o perspectivă a științei militare, acest conflict a combinat tactici de luptă întâlnite atât în Primul, cât și în Al Doilea Război Mondial: a început ca o campanie mobilă, cu mișcări de infanterie, urmate de raiduri ale bombardierelor, dar, până în luna iulie a anului 1951, a devenit un război de tranșee.

## Desfășurarea conflictului

#### Atacul Nord-Coreean

Fazele războiului: Coreea de Nord, China și alte țări comuniste: roșu; Coreea de Sud, SUA și forțele ONU: verde

În toiul încercării de a uni pe cale democratică peninsula Coreea într-un singur stat, la 25 iunie 1950, Coreea de Nord a invadat Coreea de Sud, trecând paralela 38, granița stabilită de comun acord de SUA și URSS în timpul celui de-al Doilea Război Mondial. Statele Unite ale Americii, împreună cu trupele ONU de menținere a păcii, au intervenit pentru Coreea de Sud.  Cu un sprijin militar de 12 miliarde de dolari votat de Congresul American, președintele Truman i-a ordonat generalului Douglas MacArthur, care staționa cu trupele de ocupație americane în Japonia, să transfere materiale militare armatei sud-coreene.   Nefiind pregătiți pentru acest atac, americanii și trupele ONU au fost împinși de trupele nord-coreene tot mai în sud, până când singura porțiune care mai rămânea în mâna americanilor era Perimetrul Pusan, aproximativ 10% din teritoriul Coreei de Sud. Între timp, americanii și-au mobilizat trupele, au adus întăriri, în timp ce trupele nord-coreene erau tot mai extenuate, liniile lor de aprovizionare lărgindu-se tot mai mult. În Perimetrul Pusan americanii au organizat o apărare puternică, pe care trupele nord-coreene nu o puteau străpunge.

#### Contraatacul și debarcarea lui Douglas MacArthur la Incheon (septembrie 1950)

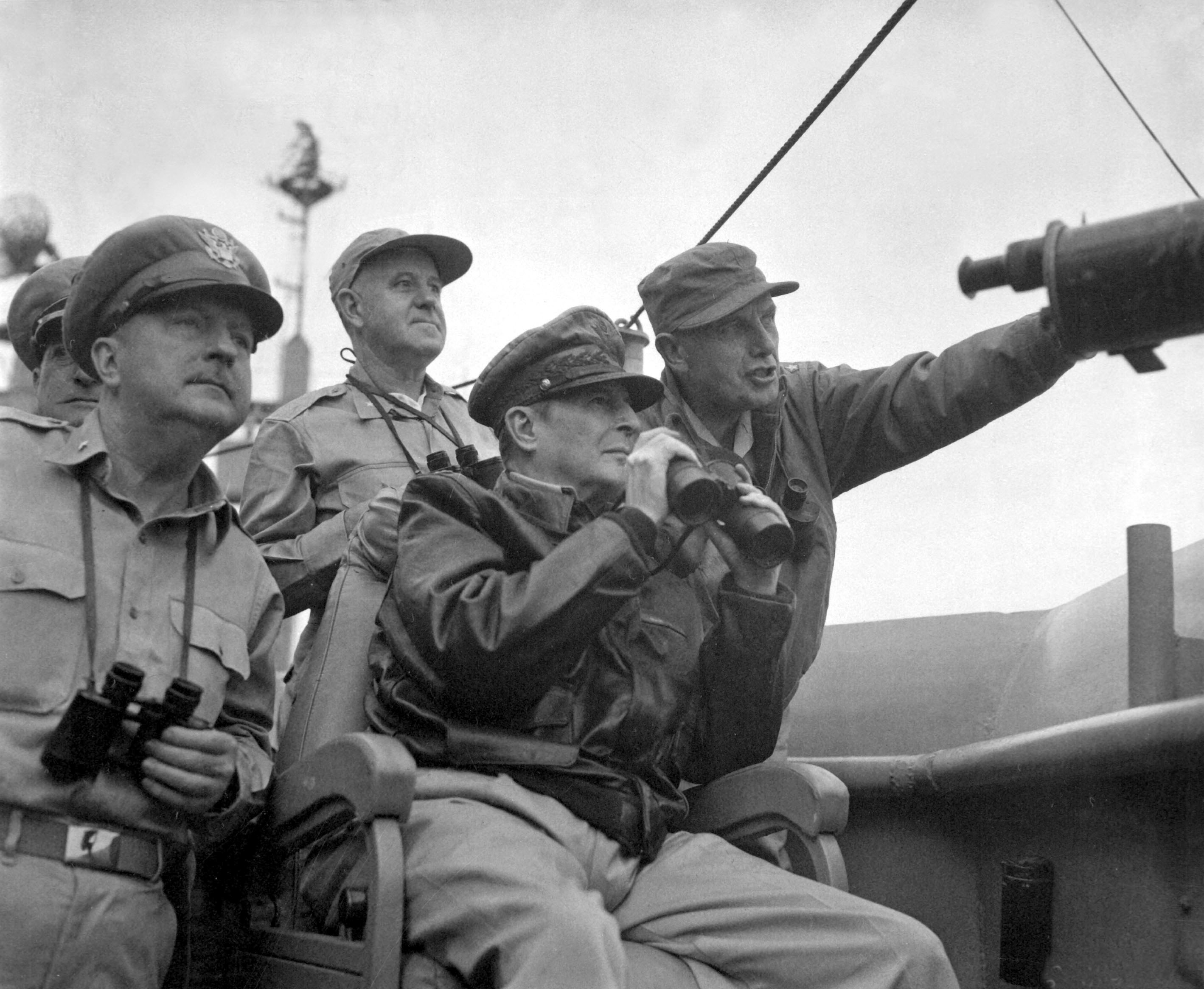
Generalul Douglas MacArthur în timp ce, la 15 septembrie 1950, de pe nava-amiral USS Mt. McKinley, privește bombardamentul naval al orașului-port Incheon

Împotriva militarilor odihniți și reînarmați din Perimetrul Pusan, armata nord-coreeană s-a dovedit a avea efective insuficiente și prost echipate și, spre deosebire de americani, nu dispuneau de susținere navală și aeriană. Pentru a elibera Perimetrul Pusan de presiune, Douglas MacArthur a recomandat debarcare tip amfibiu la Incheon, la o adâncime de aproximativ 160 km în spatele liniilor inamice și foarte aproape de capitala Seoul. Atacul propus de Douglas MacArthur a avut succes foarte mare, cu pierderi americane reduse. La 18 septembrie, Stalin l-a trimis pe generalul Zaharov în Coreea de Nord pentru a-l consilia pe Kim Ir-sen. Zaharov i-a recomandat lui Kim Ir-sen să-și retragă trupele de lângă Pusan pentru apărarea Seoulului, dar chinezii erau de altă părere, sugerând că trebuie insistat, în continuare, în Pusan pentru a-i elimina pe americani. La 25 septembrie 1950, capitala Seoul a fost recapturată de forțele Coreei de Sud și cele americane, raidurile aeriene distrugând cea mai mare parte a tancurilor și artileriei nord-coreene.

#### Intervenția Chinei (octombrie-decembrie 1950)

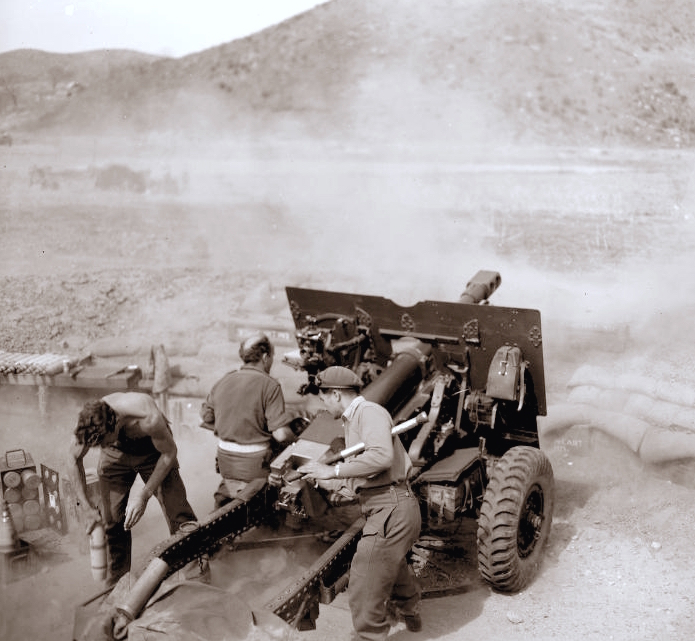
Trupe neo-zeelandeze în acțiune (Coreea, 1952).

După o desfășurare favorabilă a evenimentelor pentru sudiști, armata chineză a intervenit alături de Coreea de Nord, intrând cu trupele în Coreea de Sud, la data de 19 octombrie 1950, înclinând balanța victoriei spre Coreea de Nord.
Totul s-a încheiat, în final, cu un armistițiu între Coreea de Nord și Coreea de Sud, fiind restabilite granițele inițiale, cele care erau în vigoare la declanșarea conflictului. Coreea de Nord s-a retras unilateral din acest pact la 27 mai 2009.
Acest conflict, considerat a fi un război civil, a fost, de fapt, un război care a implicat intervenția, de partea ambelor părți, a celor două mari superputeri ale lumii, URSS și SUA, unele surse referindu-se la acest conflict ca fiind o etapă din Războiul Rece.

## Zona demilitarizată coreeană
E o fâșie de teren ce întretaie de-a latul Peninsulei Coreene, fiind instituită după Războiul din Coreea pentru a servi ca zonă-tampon între Coreea de Nord și cea de Sud. 
Vezi și lista de ciocniri la hotarul intercoreean. 

## Războiul din Coreea reprezentat în artă și cultură
- În cultura populară: ;
- Listă de cărți despre acest război: .